# Mîkolaiivka, Reșetîlivka
Mîkolaiivka (în ucraineană Миколаївка) este un sat în comuna Poticiok din raionul Reșetîlivka, regiunea Poltava, Ucraina.

## Demografie
Componența lingvistică a localității Mîkolaiivka
     Ucraineană (91,58%)
     Română (6,32%)
     Rusă (2,11%)
Conform recensământului din 2001, majoritatea populației localității Mîkolaiivka era vorbitoare de ucraineană (91,58%), existând în minoritate și vorbitori de română (6,32%) și rusă (2,11%).